# 애틀랜타 동물원

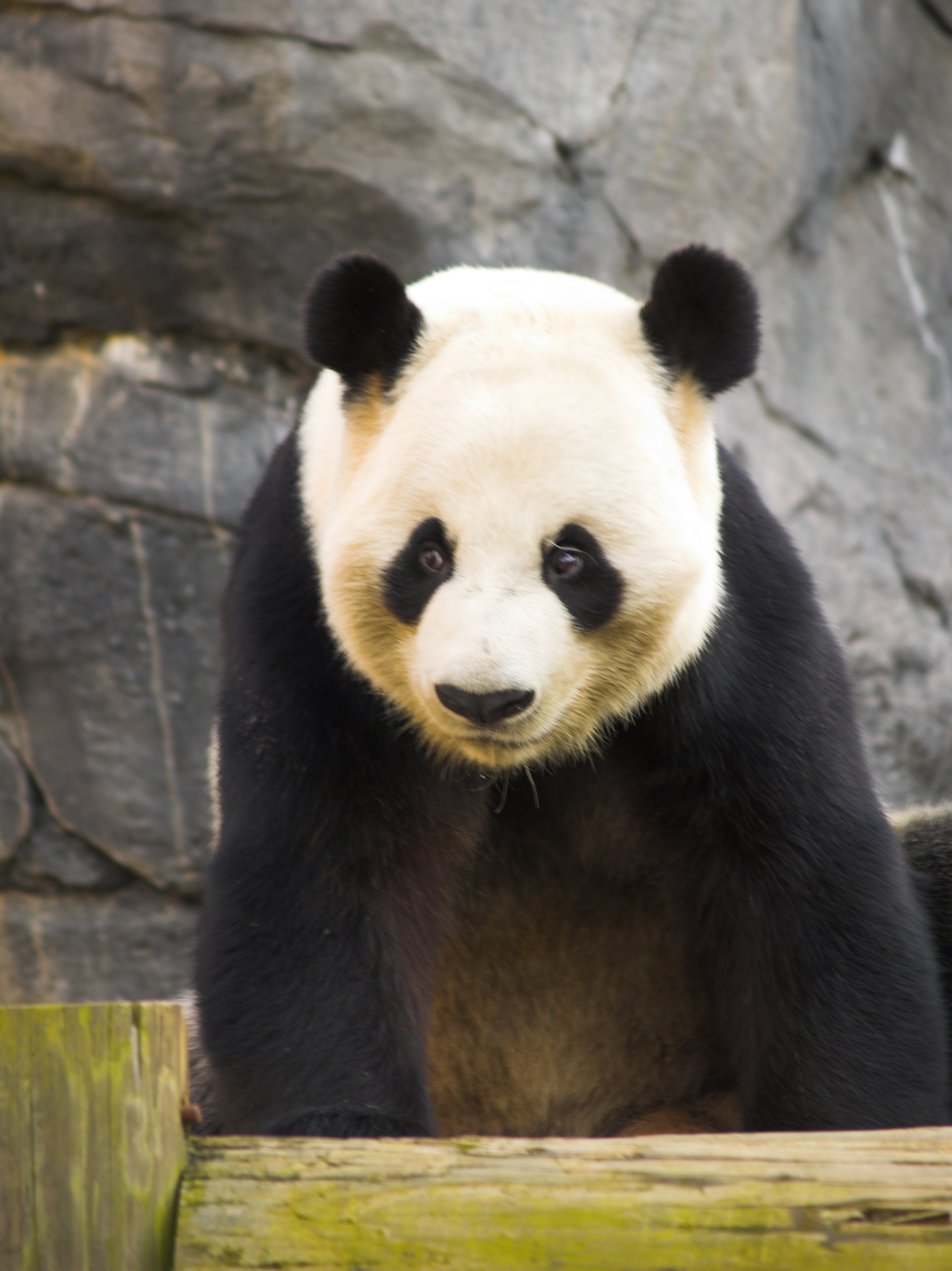
애틀랜타 동물원의 대왕판다

애틀랜타 동물원(Zoo Atlanta)은 미국 조지아주 애틀랜타에 위치한 동물원으로, 미국에서 대왕판다를 볼 수 있는 네 곳의 동물원 중 하나로 알려져 있다. 1889년 설립되었으며, 220종의 동물을 전시하고 있다. 애틀랜타 동물원은 매일 오전 9시부터 오후 3시 30분까지 운영한다.